# Донски казаци
Донските казаци (на руски: Донски́е казаки́) са най-многочислената група казаци в Руската империя. Историческото название на донските казаци е свързано с едноименната река Дон. Обитавали са територията на днешната Ростовска област, части от Волгоградска, Луганска, Воронежка и Донецка област на Русия и Украйна, както и на руската република Калмикия.
Предводителят им носи титлата атаман.

## История

### Произход
Първите донски казаци не са славяни, а татари, загубили своята племенна принадлежност по време на разпадането на Кипчакското ханство. До началото на XVI век донската степ е рядко населена с руски елемент, разпределен в няколко малки разпръснати селища на ловци, риболовци и пчелари. Някои от тези заселници възприемат казашкия начин на живот, допълвайки своите стопански занимания с грабителска и наемническа дейност. Впоследствие към тях се присъединяват бежанци от север – покръстени „служещи татари” от Волга, крепостни селяни-бегълци, роби от централна Московия и военнослужещи от Рязан, изселени от конфликти като гражданската война по време на управлението на Василий II Тъмни. Така славянският етнически елемент надделява сред казаците в началото на шестнадесети век и обръщането им в Православието става задължително за приемане в казашките общности. Самите те са „свободни казаци“, които се възприемат като стоящи извън московската социално-политическа система - не са нито военнослужещи на суверена, нито негови данъчни субекти или наборници и са със запазено право сами да избират своите господари. 

### Казашки общности
Нарастналите постоянни и независими казашки общности имат по-добър шанс за самостоятелно политическо развитие колкото по-далеч отвъд Московската граница отстоят. По долното течение на Дон те намират по-голяма възможност за грабителски набези в татарска и османска територия. До началото седемнадесети век някои от временните казашки лагери прерастват в постоянни укрепени селища с не повече от няколкостотин казаци всяко - Манич, Монастирски городок, Черкаск, Раздори. Те служат като ядро на самоуправляваща се казашка държава - Донското войнство, което до 1620-те претендира за власт над цялото долно течение на реката.
В действителност казашкото общество по долния Дон няма разделение на труда, необходимо за изграждането на истинска държава. То се развива като свободен военен съюз, изграден отдолу нагоре от действащите отряди (станици). Носи някои белези на руската селска общинска организация, както и традиционната номадска военна организация. Станиците, които варират по размер, се срещат в събрание (кръг) и избират атаман и негов заместник (есаул). Тази процедура се прилага при военна кампания, разрешаване на спор или подялба на плячка. Липсата на единно и постоянно командване през 1593 г. затруднява упражняването на външни политически влияния. Това статукво се запазва до 1620-те, когато се появява официална и централизирана администрация на донското казашко войнство, с което то става по-податливо
на московски контрол.

### Служба
През Смутното време свободни казашки отряди са военно и политически съпричастни в няколко решаващи момента, включително интронизация на Романови. Московското правителство отделят значителни ресурси за контрол на казаците във вътрешността и за регистриране на казашкото население на в служба на царя. Това се оказва приемливо за казашката общност, която запазва статута си на свободно убежище за избягали крепостни селяни и разорени военнослужещи, противоположен на московския авторитаризъм, а също и характера си на братство на равни. Казаците от Долното течение практикуват патриархално робовладелство, лишават своите роби чираци (чури) от правото на глас в събранието и разрешават формирането на казашки елит (старшина), състоящ се от по-опитните във военно отношение мъже. Последните най-често монополизират изборните длъжности и субсидиите, изпратени от Москва, които се използват за разширяване на собствената търговия и животновъдство. Старшината купува гори, места за риболов и пасища и в някои случаи превръща по-бедните казаци в свои длъжници и зависими работници. 
Москва приема, че донското казачество е в добра позиция да охранява по искане на царя и евентуално да пресрещне и отблъсне по-малки нашествия по Калмишката и Ногайската военна пътека. Допуска се и казаците да предприемат свои собствени нападения над лагерите на Малката Ногайска орда от другата страна на река Манич или да ги атакува от името на руския цар, за да ги покори отново. Донското казачество организира морски експедиции съвместно със запорожците, които нападат не само градове на Кримското крайбрежие, но Трапезунд и Синоп. През 1623 г. шест хиляди казаци слизат с дълги лодки до покрайнините на самия Истанбул през 1623 г. и ги подлагат на грабеж.
Донските казаци активно участват в руската колонизация на Сибир.
През 1786 – 1920 година основната територия на донските казаци образува самостоятелна административна единица - Област на Донската войска, чийто център от 1806 година е град Новочеркаск.
След Октомврийската революция участват в борбата срещу болшевиките, поради което са подложени на репресии.